# Banda de carrer
Una banda de carrer és un grup d'amics o de membres d'una mateixa família, amb un lideratge ben definit, i amb una organització interna, que reclama i lluita pel control d'una zona, o d'un territori determinat, en una comunitat, i que participa col·lectivament en comportaments il·legals, o fins i tot violents. Alguns membres de bandes criminals passen per un procés d'iniciació, o bé han de provar la seva lleialtat al grup, i el seu dret a formar part de la banda, cometent diversos actes, normalment robatoris amb violència. Els membres de les bandes de carrer són anomenats bergants. Algunes bandes criminals han guanyat notorietat a través de la història, entre elles cal destacar a la màfia italiana, la màfia russa, la màfia irlandesa, la màfia polonesa, la màfia jueva, la Yakuza al Japó, la Tríada a la Xina, les bandes de jamaicans, les bandes afroamericanes, les bandes llatines, i les bandes de motoristes.